# Волянський Іван Тихонович
Іва́н Ти́хонович Воля́нський (нар. 4 грудня 1880, с. Юзвин Вінницької області — 1949) — український мистецтвознавець і педагог. Член Музичного товариства імені Миколи Леонтовича.

## Життєпис
Закінчив Волинську духовну семінарію і Київський університет св. Володимира.
1908—1917 — працює викладачем, завідувачем Київської художньо-ремісничої навчальної майстерні друкарської справи.
1920—1936; 1944—1948 — працює в Українській академії мистецтв, де викладає українську мову і літературу. З 1931 — доцент, викладач епіграфіки і класичних мов. Згодом — проректор, декан поліграфічного і художньо-педагогічного факультетів, завідувач кафедри. Також виконував обов'язки інспектора мистецької освіти при Київському губпрофосі та уповноваженого у справах українізації по Києву і Київщині при губнаросвіті.
1936—1944 — науковий співробітник Київського історичного музею, директор Київського музею українського народного мистецтва.
1937—1940 — викладач Київського сільськогосподарського інституту.
1941—1943 — директор низки київських музеїв, зокрема театрального та українського мистецтва.
Був звільнений з посади німецькими окупантами і до приходу радянських військ був безробітним.
З жовтня 1943 до 1944 — директор Музею українського мистецтва.

## Твори
- Критический обзор материалов по художественно-промышленному образованию в Германии и Франции // Шлях освіти, 1929, № 11
- Система художньо-педагогічної освіти // Шлях освіти, 1929, № 11
- Принципові засади підготовки поліграфічних кадрів // Вісті, 1929, травень.